# Citokróm c

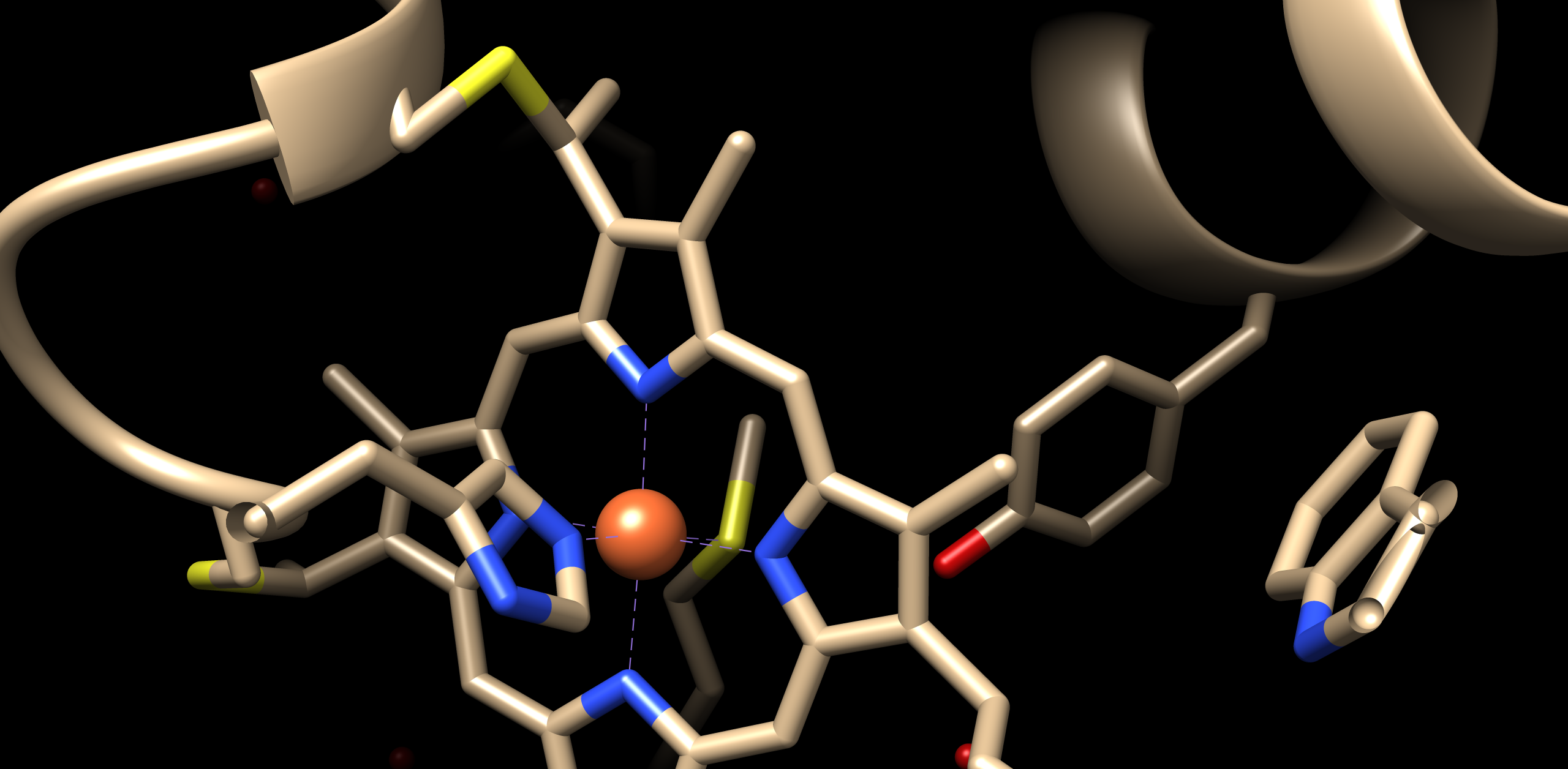
A citokróm c hem prosztetikus csoportja, mely vassal koordinált rideg porfingyűrűből áll.

A citokrómkomplex, más néven cyt c kis hemoprotein, mely a mitokondrium belső membránjához lazán kapcsolódik, ahol a sejtlégzésben fontos szerepe van. A citokróm c-reduktáz (koenzim Q, III. komplex) és a citokróm c-oxidáz (IV. komplex) közt szállít elektronokat. A citokróm c jól oldódik vízben, szemben más citokrómokkal. Képes oxidálódni és redukálódni a vas +2 és +3 oxidációs számú állapotai közti váltakozással, de nem kötődik oxigénhez. Fontos szerepe van az apoptózisban. A humán citokróm c-t a CYCS gén kódolja.

## Jelenléte fajok közt
A citokróm c nagyrészt állandó fehérje az eukarióták közt: megtalálható növényekben, állatokban, gombákban és sok egysejtűben. Ez a kis méretével (tömege kb. 12 kDa) együtt a kladisztika terén hasznossá teszi. A citokróm c-t az evolúciós biológia megismerése végett is tanulmányozták.
A citokróm c elsődleges szerkezete mintegy 100 aminosavból áll. Sok magasabb rendű élőlényben 104 aminosavat tartalmaz e lánc. A humán citokróm c szekvenciája a csimpánzokéhoz hasonlít, de eltér a lovakétól.
A citokróm c aminosav-szekvenciája is nagyrészt hasonló az eukariótákban, csak néhány részlettel tér el. Egy tanulmányban a több mint 30 tanulmányozott fajban a 104 aminosavból 34 volt konzerválva (jellemző helyükön azonos). Például a humán citokróm c-oxidáz reagált a gabonák citokróm c-jével in vitro, ez a többi fajpárra is teljesült. Ezenkívül a +0,25 V-os redoxipotenciál azonos minden tanulmányozott citokróm c-ben.

## Szerkezet

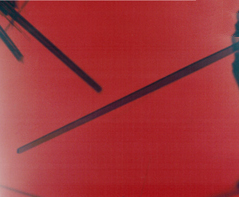
Tonhal citokróm c-jének 5 mm-es kristályai folyadék-folyadék diffúzióval előállítva mikrogravitációban.

A citokróm c a c-típusú citokrómcsalád I. osztályába tartozik, és CXXCH (cisztein-tetszőleges-tetszőleges-cisztein-hisztidin) hemkötő aminosav-sorozata van. Ez a peptidlánc N-terminusán van, és a hem vasának 5. ligandumaként van jelen a hisztidin. A 6. ligandum a C-terminushoz közeli metionin. A fehérjeváz 5 α-hélixből áll, melyeket az N-től a C-terminusig α1-α5-ként számoznak. Az α3, α4 and α5 rendre az 50-es, 60-as és 70-es hélixek a mitokondriális citokróm c esetén.

### Hem c

A hem c szerkezete

Míg a legtöbb hemprotein a prosztetikus csoporthoz vasion-ligációval és tercier kölcsönhatásokkal kapcsolódik, a citokróm c hemcsoportja két cisztein oldallánccal tioéterkötést alkot. A hem c fontos tulajdonsága, mely lehetővé teszi a citokróm c számos funkcióját, a természetben különböző redukciós potenciálok felvételére való képesség. Ez határozza meg egy elektrontranszfer kinetikáját és termodinamikáját.

### Dipólusmomentum
A dipólusmomentum fontos a fehérjék megfelelő irányba való elrendezésében és más molekulák kötési képességének befolyásolásában. A citokróm c dipólusmomentumának oka az enzim „hátulján” lévő negatív töltésű aminosav-oldalláncok csoportja. A hemcsoportok és a sorozat eltérései ellenére a gerinces citokróm c-k dipólusmomentuma nagyjából azonos, mintegy 320 D, a növények és rovarok citokróm c-ié mintegy 340 D.

## Funkció

### Elektrontranszportlánc
A citokróm c a légzési elektrontranszportlánc legfontosabb része a mitokondriumokban. Hemcsoportja a citokróm c-reduktáztól vesz fel elektront, és a citokróm c-oxidázhoz továbbítja, miközben az ellenkező irányban szállít energiát.
A citokróm c néhány redoxireakciót, például a hidroxilációt és az aromás oxidációt is katalizálja, továbbá egyes elektrondonorok, például a 2,2-azino-bisz(3-etilbenztiazolin-6-szulfonsav) (ABTS), 2-keto-4-tiometilvajsav és a 4-aminoantipirin oxidációjával peroxidázként is működik.
Egy bakteriális citokróm c nitritreduktázként működik.

### Apoptózis
A citokróm c-ről 1996-ban Xiaodong Wang és társai felismerték, hogy az apoptózisban – mely a sejthalál irányított folyamata, és a fejlődés során vagy fertőzés vagy DNS-károsodás során történik – intermedier.
A citokróm c a kardiolipinhez kötődik a belső mitokondriális membránban, jelenlétét biztosítva, és a mitokondriumból való kilépést és az apoptózis elindítását akadályozva. Bár eleinte ez elektrosztatikus a citokróm c jelentős pozitív töltése miatt, a végső hatás hidrofób: a kardiolipin egy hidrofób része kerül a citokróm c hidrofób részére.
Az apoptózis elején a mitokondriális ROS-termelés stimulálva van, a kardiolipint a kardiolióin–citokróm c komplex peroxidázműködése oxidálja. A citokróm c ezután a mitokondrium belső membránjáról leválik, és a citoplazmába kerül a külső membrán pórusai révén.
A kalciumszint-növekedés megelőzi a citokróm c felszabadulását. A kevés cyt c felszabadulása az endoplazmatikus retikulumon (ER) kölcsönhatást okoz az IP3 receptorral (IP3R), kalciumfelszabadulást okozva. A kalciumszint-növekedés jelentős cyt c-felszabadulást okoz, ami pozitív visszacsatolásként hat az ER kalciumfelszabadításának IP3R-eken keresztül való kezelésével. Így az ER kalciumfelszabadulása citotoxikus szintet ér el. E cyt c-felszabadulás aktiválja a kaszpáz 9-et, ami a sejtet lebontó kaszpáz 3-at és kaszpáz 7-et aktiválja.

### Apoptózisgátlás
Az apoptózis egyik aktivációs módja a citokróm c mitokondriumokból citoszolba kerülése. Egy tanulmány szerint a sejtek a citokróm c felszabadulását a Bcl-xL-lel gátolják, megakadályozva az apoptózist. Az apoptózis irányításának másik módja a Tyr48 foszforilációja, ami a citokróm c-t apoptózisgátló váltóvá alakítja.

### Antioxidatív enzimként

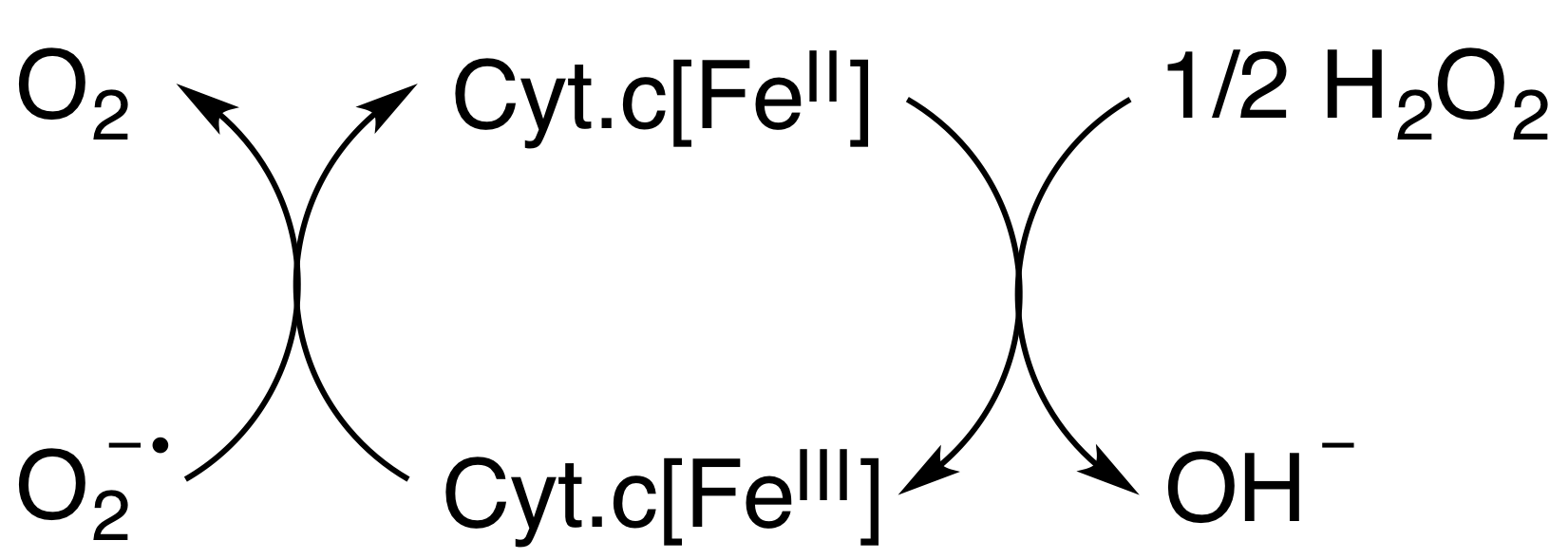
O_{2}^{−} és H_{2}O_{2} eltávolítása citokróm c-vel.

Az elektrontranszportban és az apoptózisban való szerepe mellett a citokróm c antioxidatív enzimként is működhet a mitokondriumokban a szuperoxid (O−2) és hidrogén-peroxid (H2O2) eltávolításával. Így a citokróm c nemcsak a sejtlégzésben fontos, hanem a O−2 és H2O2 keletkezésének korlátozása végett is.

## A mitokondriumon kívül
A citokróm c-ről sokszor feltételezték, hogy csak a mitokondriális intermembrán térben van fiziológiás körülmények közt. A citokróm c mitokondriumokból citoszolba kerülését, ahol a kaszpázokat aktiválja, az apoptózis legfőbb okának gondolták. A mitokondriumokból a citoszolba és a sejtből a tenyésztőközegbe kerülő citokróm c mennyiségének mérése szenzitív módszer az apoptózis mértékének mérésére. Azonban citokróm c-specifikus antitestekkel patkányszöveteken végzett részletes immun-elektronmikroszkópiai tanulmányok alapján fiziológiás körülmények között is jelen van a citokróm c a mitokondriumon kívül. A hasnyálmirigy acináris sejtjeiben és az adenohipofízisben a citokróm c jelenlétét észlelték zimogén-, illetve növekedésihormon-szemcsékben. A hasnyálmirigyben a citokróm c-t megtalálták a kondenzáló vakuólumokban és az acinaris lumenben. Extramitokondriális helyzete specifikus volt, ugyanis teljesen megszűntek a primer antitest tisztított citokróm c-vel való bevitele után. A citokróm c-n kívül sok más fehérjét is találtak a mitokondriumon kívül, beleértve a mitokondriális DNS által kódoltakat. Ez alapján a mitokondriumokból más célokba való fehérjetranszlokációnak lehetnek még azonosítatlan specifikus mechanizmusai.

## Alkalmazásai

### Szuperoxid-vizsgálat

Peroxisalétromossav

A citokróm c használatos peroxidképződés észlelésére biológiai rendszerekben. A szuperoxid keletkezésekor az oxidált citokróm c3+ mennyisége nő, a redukált citokróm c2+-é csökken. Azonban a szuperoxid gyakran nitrogén-monoxiddal együtt keletkezik, mely a citokróm c3+ redukcióját gátolja. Ez a citokróm c2+ citokróm c3+-vé való oxidációjához vezet peroxisalétromossav által, mely a nitrogén-monoxid és a szuperoxid reakciójával keletkező intermedier. A peroxinitrit vagy a H2O2 és nitrogén-dioxid (NO2) mitokondriumokban való jelenléte halálos lehet, mivel a citokróm c-ben lévő tirozint képes nitrálni, ami elektronhordozó funkcióját akadályozza.

### Enzimként
A citokróm c-t peroxidázaktivitású enzimként is tanulmányozták. A citokróm c-t töltött polimerhez kötötték peroxidázaktivitása ellenőrzéséhez. Az enzimek fehérjealapú szerkezetekbe zárása (mint amilyen például a karboxiszóma, a ferritin és az enkapszulin) mintájára a citokróm c-t 9 nm-es önszerveződő DNS-kötő fehérjébe zárták kevés tápanyagot kapó sejtek (Dps) fehérjekeretéből kimérikus önszerveződéssel. A szerzők az enzim egyedi, az oldatban mutatottól eltérő katalitikus viselkedését figyelték meg a fehérjébe zárt enzimnél. Ennek okát a Dps nanokeret belső réseinek tulajdonították.

## Fordítás
Ez a szócikk részben vagy egészben  a   Cytochrome c című angol Wikipédia-szócikk ezen változatának fordításán alapul.  Az eredeti cikk szerkesztőit annak laptörténete sorolja fel. Ez a jelzés csupán a megfogalmazás eredetét és a szerzői jogokat jelzi, nem szolgál a cikkben szereplő információk forrásmegjelöléseként.